# Serchhip
Serchhīp är en ort i Indien.   Den ligger i distriktet Serchhip och delstaten Mizoram, i den östra delen av landet, 1 700 km öster om huvudstaden New Delhi. Serchhīp ligger 1 231 meter över havet och antalet invånare är 20 244.
Terrängen runt Serchhīp är huvudsakligen kuperad, men åt nordväst är den bergig. Serchhīp ligger uppe på en höjd. Runt Serchhīp är det ganska glesbefolkat, med 43 invånare per kvadratkilometer. Serchhīp är det största samhället i trakten. I omgivningarna runt Serchhīp växer i huvudsak städsegrön lövskog.